# Mogiana Hóquei Clube
O Mogiana Hóquei Clube é um clube brasileiro de hóquei sobre patins, sediado na cidade de Sertãozinho, no estado de São Paulo. Suas cores são preto e branco. O Clube foi fundado em 2009, pelo ex jogador do Sertãozinho, Arthur Galloro. O conta com cinco categorias incluindo: Feminino, Sub11, Sub13, Sub15 e Principal. Mais de 150 crianças participam de um projeto social de base chamado Germinar.

## Títulos
- Campeonato Brasileiro: 2 vezes (2015 e 2016).
- Campeonato Paulista: 1 vezes 2016[1]

## Campeonato Brasileiro
| Ano  | Campeão    |            |       |
| ---- | ---------- | ---------- | ----- |
| 2012 | Sport      | Mogiana 4º | [ 2 ] |
| 2014 | Sport      | Mogiana 2º | [ 3 ] |
| 2015 | Mogiana    |            | [ 4 ] |
| 2016 | Mogiana    |            | [ 5 ] |
| 2017 | Portuguesa | Mogiana 4º | [ 6 ] |